# Antonín Fryč
Antonín Fryč (* 1953 Šumperk) je český podnikatel a politik, bývalý člen Realistů, později člen Trikolory.

## Život
Narodil se v roce 1953 v Šumperku, vyrůstal na Jesenicku. Poté studoval na Fakultě strojní ČVUT, kde získal inženýrský titul a posléze i titul kandidáta věd. Poté se živil jako pracovník v oblasti mezinárodní nákladové kontejnerové dopravy. V srpnu 1991 založil stavební společnost WAREX spol. a stal se jejím generálním ředitelem.
Je podruhé ženatý, má čtyři děti. Jeho oblíbeným volnočasovým koníčkem je sport.

### Politické působení
V roce 2016 byl jedním ze zakládajících členů politické strany Realisté a v době jejího založení se stal jedním z jejích nejvýznamnější sponzorů. Ve sněmovních volbách v roce 2017 byl lídrem kandidátní listiny strany ve Středočeském kraji, ale nebyl zvolen. Strana ve volbách totiž získala 0,71 % hlasů.
V krajských volbách v roce 2020 byl jako člen hnutí lídrem kandidátní listiny Trikolory a přirozeně i kandidátem na hejtmana ve Středočeském kraji, ale neuspěl. Ke stejnému roku figuroval také jako krajský předseda hnutí ve Středočeském kraji. V lednu 2021 měl podle médií z hnutí odejít, nebo alespoň v hnutí rezignovat na všechny funkce, a to kvůli údajnému autoritativnímu vedení předsedy hnutí Václava Klause mladšího. Ten však Trikoloru o dva měsíce později opustil a ve sněmovních volbách v roce 2021 tak Fryč kandidoval jako člen Trikolory (tehdy pod názvem Trikolora Svobodní Soukromníci) a to jako lídr kandidátní listiny hnutí v Olomouckém kraji. Získal 337 preferenčních hlasů a poslancem zvolen nebyl.
Zastává pravicové názory.